# ۱۱ ژوئن
۱۱ ژوئن در تقویم گرگوری، صد و شصت و دومین (در سال‌های کبیسه صد و شصت و سومین) روز سال است. ۲۰۳ روز تا پایان سال باقی است.

## رویدادها
- ۱۹۶۴ - لس آنجلس - دانشگاه کالیفرنیا به محمد رضا شاه پهلوی دکترای افتخاری پیشکش می‌کند.
- ۲۰۱۰ - جام جهانی فوتبال در کشور آفریقای جنوبی آغاز شد. اسپانیا با پیروزی مقابل هلند قهرمان این بازی‌ها شد.

## زادروزها
- ۱۹۱۲ - محمدحسن گنجی، جغرافیدان ایرانی و بنیان‌گذار دانش جغرافیای نوین و هواشناسی در ایران
- ۱۹۶۰ - محمت آز، پزشک جراح و متخصص قلب ترک‌تبار آمریکایی
- ۱۹۷۲ - مهناز افشار، بازیگر سینما، تئاتر و تلویزیون ایران

## درگذشت‌ها
- ۳۲۳ (پیش از میلاد) - اسکندر مقدونی.
- ۱۹۳۶ - رابرت هاوارد، نویسنده آمریکایی
- ۱۹۴۷ - سید جعفر جوادزاده مشهور به سید جعفر پیشه‌وری، سیاستمدار، روزنامه‌نگار و انقلابی کمونیست و نخست‌وزیر حکومت خودمختار آذربایجان و مؤسس فرقه دموکرات آذربایجان
- ۲۰۰۱ - تیموتی مک‌وی، عامل انفجار اوکلاهماسیتی آمریکایی
- ۲۰۰۵ – ادری براون، دونده اهل بریتانیا (ز. ۱۹۱۳)